# Francesco Fichera
Francesco Fichera (Catania, 16 giugno 1881 – Catania, 14 agosto 1950) è stato un architetto e ingegnere italiano.

## Biografia
Figlio dell'ingegnere Filadelfo Fichera, autore, tra l'altro, del Giardino Bellini di Catania, conseguì la laurea in Ingegneria alla “Regia Scuola di Applicazione per ingegneri” di Roma nel 1904 e, due anni dopo, in Architettura presso l'Accademia delle Belle Arti di Palermo. Allievo di Ernesto Basile, fu assistente di quest'ultimo alla Cattedra di Architettura della “Regia Scuola di Ingegneria di Palermo”. Successivamente, a partire dal 1914 insegnò presso l'Università di Catania dove fu docente Straordinario, e poi Ordinario, della Cattedra di Disegno d'Ornato e Architettura Elementare della Facoltà di Scienze Fisiche, Matematiche e Naturali. Dal 1925 fu accademico di San Luca.
All'attività didattica affiancò lo studio dell'architettura con i suoi scritti, in particolare, su Luigi Vanvitelli e Giovanni Battista Vaccarini. «L'opera storica del F. non è mai superficialmente esegetica o limitata allo stretto campo architettonico: contiene vaste risonanze e profonde connessioni con attitudini critiche più generali; si esprime con uno stile letterario assai colorito e caratteristico», (Marcello Piacentini, 1939). Si dedicò, inoltre, alla libera professione con la realizzazione di numerose opere pubbliche e private per una clientela alto-borghese. Della sua architettura ancora Piacentini scrisse: «ricerca di espressioni sintetiche, chiarezza e potenza di pensiero, raccolte in semplicità di forme; impostazione della composizione nella planimetria; espressività attraverso le masse, i rapporti di vuoto e pieno, il chiaroscuro» (1931, p. XI). Il suo stile, infatti, necessita di un puntuale inquadramento poiché soggetto a sperimentazioni e interpretazioni da parte dello stesso architetto durante il corso della propria vicenda professionale. Questa prende le mosse dal liberty, compreso durante l'apprendistato a Palermo presso il Basile (cfr. villa Miranda a Catania, con torretta neonormanna). La formazione basiliana costituì il punto di partenza della parabola evolutiva del Fichera, nella quale ebbero un importante ruolo anche i lunghi studi sul barocco siciliano. Nella sua architettura si coglie, infatti, «un uso mescolato di sistemi appartenenti a diversi periodi storici, una rilettura anche spregiudicata della tradizione». Staccatosi dallo stile floreale, si avvicinò all'art decò (cfr. Casa sulla lava in Catania), comprendendo e sperimentando altresì la secessione viennese e, quindi la scuola di Otto Wagner e Josef Hoffman (cfr. villa Majorana in Catania, con torretta esagonale). Ancora in seguito, entrò in contatto con Marcello Piacentini e la sua scuola romana, condividendone un importante percorso professionale e partecipando alla Esposizione Internazionale di Architettura Moderna in Budapest del 1931. È la fase del confronto e della sperimentazione del Razionalismo (cfr. villa Gina a Nicolosi, con richiami orientali, decò e alla secessione). Nel 1930, nell'ambito della disputa a livello nazionale sull'architettura moderna, il Fichera entrò in contrasto con i razionalisti attraverso la pubblicazione di articoli reciproci su Il Giornale d'Italia. In particolare, tre suoi progetti – un Arco di Trionfo ai Caduti di Palermo, ed i realizzati Garage Musmeci e Palazzo delle Poste di Catania – furono inseriti nel provocatorio "Tavolo degli Orrori", allestito a Roma nel 1931, alla Seconda Esposizione di Architettura Razionale del MIAR, assieme a progetti di Piacentini ed altri. Ultima sua opera, realizzata postuma, fu il Palazzo di Giustizia di Catania, di impostazione razionalista e con sottili richiami al settecento siciliano. All'epoca si parlò del Fichera come di un "magister ex vivis lapidibus", paragonandolo agli architetti delle cattedrali medievali.
Scrisse per il teatro Acceddi senza nidu (letteralmenti "Uccelli senza nido"), un dramma realizzato per la compagnia di Angelo Musco, che fu rappresentato la prima volta a Milano nell'inverno del 1916.
Il fondo dei progetti del Fichera, consistente di 1338 fogli, è conservato presso il Mu.Ra. Museo della Rappresentazione dell'Università degli Studi di Catania, presso villa Zingali Tetto.

## Principali opere

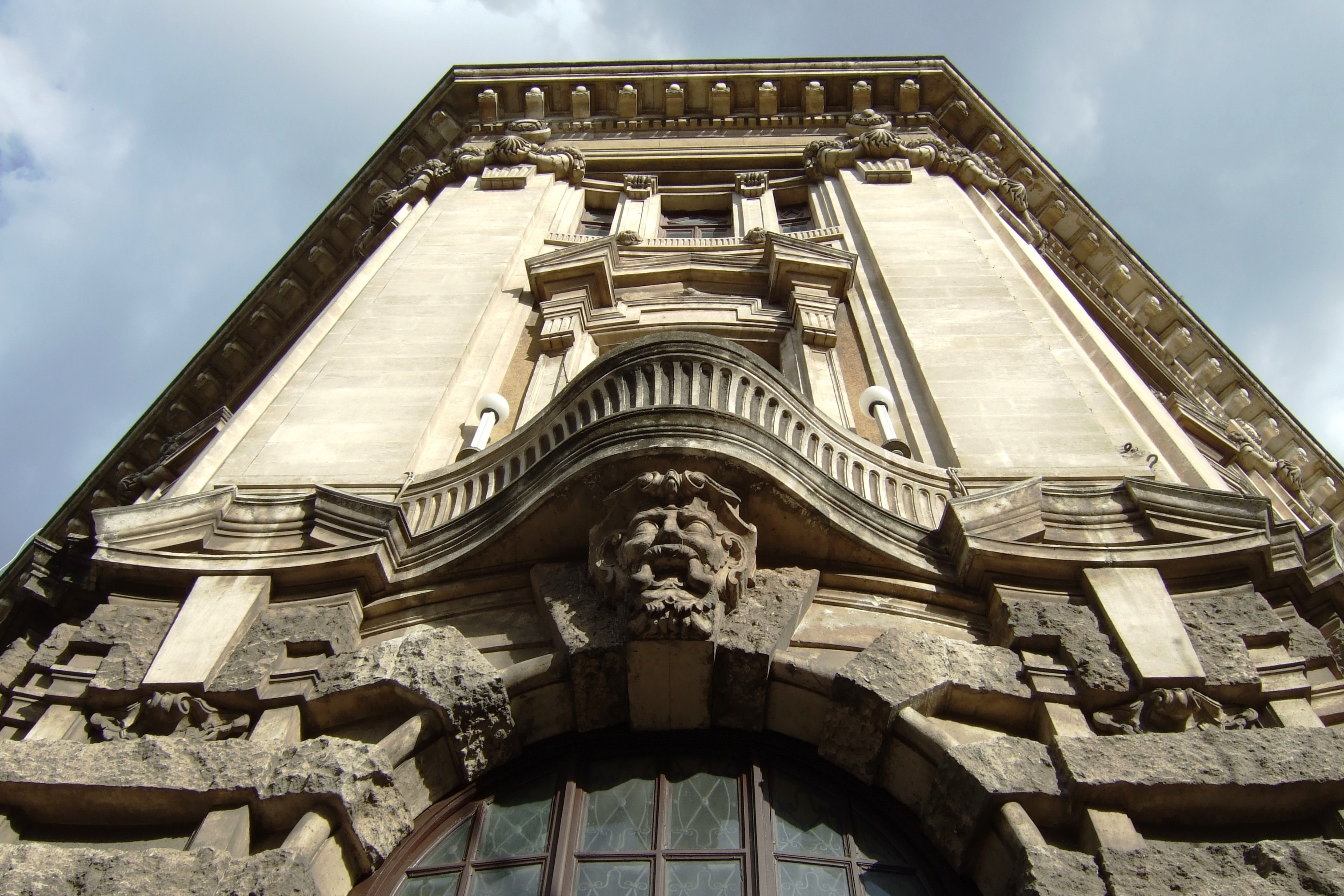
Palazzo delle Poste a Catania.

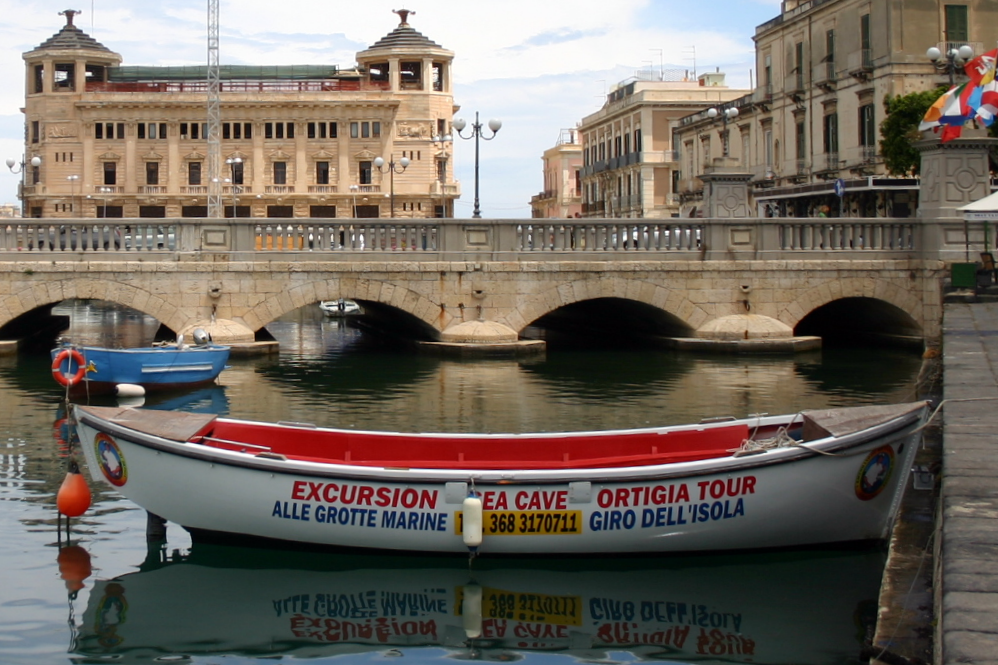
Palazzo delle Poste a Siracusa.

- Villa La Ghirlandina (1907), pensionato artistico nazionale in Roma, non realizzata.
- Villa Miranda (1906-08 o 1908-09) (villa Barone Reina dell'Aere del Conte o villa Dorina), Catania, viale XX Settembre 64.
- Villa Simili (1908-10) a Catania, già in viale XX Settembre, poi corso Italia, distrutta.
- Villa Scannapieco (1909-11) a Catania, via Duca degli Abruzzi s.n.c., con ampie arcate, distrutta.
- Palazzo di Giustizia (1937-53) a Catania, piazza Giovanni Verga. Inaugurazione postuma.
- Clinica Vagliasindi (1911), a Catania, piazza Cavour 18-19.
- Palazzina della Società Elettrica della Sicilia Orientale (1911-12 o 1912-13) a Catania, Piazza Trento.
- Ospizio per ciechi "Ardizzone Gioeni" in un rivisitato stile siculo-normanno. Catania, via Etnea n.595. Su progetto del padre Ing. Filadelfo Fichera, prematuramente scomparso e, pertanto, ultimato dal figlio Francesco nel 1911 e inaugurato dai Reali d'Italia.
- Villa Majorana (1911-13) a Catania, via Androne 36, con torre esagonale.
- Scuole comunali (1912), Trecastagni.
- Sanatorio Rindone (1912 circa), Catania, via Papale (angolo via Rindone, via Amore), distrutto.
- Villa La Lumia (1913), Canicattì.
- Sport Club (1913) a Catania, via Sant'Euplio 168, distrutto.
- Cinema Olimpia (1913) a Catania, in piazza Stesicoro, oggi adibito a fast food.
- Palazzo Zuccarello (1913-15), Catania, via Gabriele D'Annunzio 39/A.
- Villa Zuccarello (1914).
- Padiglione per l'esposizione edilizia (1914), Messina.
- Cappella Fichera (1915) nel cimitero di Catania.
- Numerose cappelle gentilizie nel Cimitero di Catania (1915-1926).
- Negozio "Al Principe di Galles" (1916), Catania.
- Campanile (1916-24) della chiesa madre di Viagrande.
- Regia Scuola industriale Archimede (1919-33 terminato fine '30, concorso del 1917) a Catania, viale Regina Margherita 22.
- Cappella Patanè (1918) nel cimitero di Catania.
- Palace Hotel ai Cappuccini (1918-20), tre successivi progetti, non realizzato.[1]
- Palazzo delle Poste (1919-29) a Catania.
- Casa Lazzara (1919), Catania, via De Felice 34.
- Teatrino all'aperto (1921), Catania, Arena Italia?.
- Pavimento nella corte del Syculorum Gymnasium (1922)
- Casa Emanuele (1922 circa), Catania, via Androne 15.
- Palazzo delle Poste (1922-29) a Siracusa.
- Garage Musmeci (1924 o 1919-28) a Catania, piazza Bovio 6.
- Villa Inga (1924-1927), Lido d'Albaro a Genova, corso Italia 46, distrutta[2].
- Monumento ai caduti di Sicilia  (Progetto per un "Arco di Trionfo ai Caduti") (1924) a Palermo, non realizzato, in collaborazione con lo scultore Dazzi.
- Palazzo Maggi Pidone (anni '20), Catania, Via Umberto 285.
- Villa Josè (1900 primo quarto), Catania, via Leucatia 47.
- Villa Mirone Deodato a Viagrande, via Giuseppe Garibaldi 127.
- Regio Istituto commerciale De Felice (1926-29) a Catania, piazza Roma 4.
- La "casa sulla lava" (Villa Messina, poi Pantò) (1926-27), Catania, via Matteo Albertone 2.
- Edicola funeraria Fortuna (1926-27) nel cimitero di Catania.
- Villa Jole (poi Casa Musco) (restaurata da Fichera nel 1929-30) a Barriera del Bosco, Catania, Via Angelo Musco (già Via Leucatia 3), progettata per l'amico Angelo Musco, con statue allegoriche dello scultore Carmelo Florio.
- restauro facciate del Palazzo dell'Università e del Palazzo Di Sangiuliano (1929 circa).
- Cinema Blu (1929), Catania, non realizzato.
- Edicola Raspa (1929), Catania, Piazza Stesicoro, distrutta.
- Palazzo Scandurra (1929), Catania, Piazza Cavour 22.
- Villa Fichera (1929), Catania, via Androne, demolita
- Villa Gina (La mia casa in campagna), (1929), Nicolosi, via Cesare Battisti 167.
- Padiglione Vittorio Emanuele III per bambini tubercolotici (1929), progetto.
- Ospedale "Aiuto Materno" (1930), Catania.
- Palazzo delle Poste (1930), Ragusa.
- Regio Istituto Tecnico e Regio Liceo Scientifico (1930), Siracusa.
- Tempio votivo dedicato ai caduti di Siracusa (1932), progetto.
- Casa Magnano Pico (1932-37), Catania, via Etnea 331.
- Palazzo delle Poste e casa del Littorio a Noto (1935), Noto, progetto.
- Edificio d'abitazione dell'Istituto nazionale Fascista (1935), Siracusa, progetto.
- Edificio d'abitazione per l'Istituto nazionale delle Assicurazioni (1935), Siracusa, progetto.
- Supercinema Gravina (1935), Caltagirone.
- Palazzo delle Poste e Telegrafi (1935), Augusta, progetto.
- Palazzo da pigione Ruggeri (1935-37), Catania, via Sant'Euplio 138.
- Palazzo del Consiglio Provinciale dell'Economia Corporativa (1936-38) a Ragusa, oggi sede della Camera di Commercio.
- Palazzo Mirone (1937), Corso Italia 147.
- Palazzo Ferro (1940 fine), Catania, piazza Giovanni Verga 25.
- Borgo Caracciolo (1941), Maniace, distrutto.
- Restauro Palazzo Cerami (19??), Catania.
- Restauro Seminario dei Chierici (19??), Catania.
- Esattoria comunale (19??), Catania.
- Villa Ghirlandina (19??), Palermo.
- Palazzina Zappalà (19??), Trecastagni.
- Scuola (19??), Noto.
- Villa Roberto (19??), Ganzirri (Messina).
- Palazzina Ronsisvalle (19??), Paternò.
- Sanatorio e Villa Cascino (19??), Modica.
- Scuole comunali (1935) di Mineo.
- Casa Toscano Lopò (19??) a Catania.

## I suoi scritti
- La voce di sei secoli, Catania, C. Galatola, 1906.
- Il problema edilizio di Catania. Lettera aperta all'Onorev. G. De Felice Giuffrida, Catania, Prem. Stab. Galatola, 1911, riprodotto in Corriere di Catania, 29 agosto 1911.
- Per un pittore defunto. Relazione presentata allo Illustrissimo Sig. Sindaco di Catania, Catania, C. Galatola, 1913.
- Per un pittore da venire, Catania, C. Galatola, s.a. (1913).
- Olympia nel primo dì di primavera. Cinema-Teatro Olympia in Catania, Agosto 1912-Marzo 1913, Catania, C. Galatola, 1913.
- I paralipomeni del concorso di Roma. Lettera aperta diretta all'ill.mo prof. C. Caselli dell'Accad. Albertina di Torino ..., Catania, C. Galatola, 1º gennaio 1914 (1913?).
- Lettere da Lipsia. Impressioni di viaggio, Catania, Galati, 1913.
- L'arte di dopo la guerra. Discorso pronunziato per l'inaugurazione degli studi dell'anno accademico 1915-16, Catania, Francesco Galati, 1916, dalla Nuova Antologia n. 264 del 16 dicembre 1915.
- Acceddi senza nidu, 1916.
- (Prolusione al corso di) Lezioni di architettura elementare dettate dal Prof. Francesco Fichera ordinario nella R. Università di Catania, Catania, Impresa editrice siciliana, 1919.
- Una città settecentesca, Roma, Società editrice d'arte illustrata, 1925.
- Elementi di architettura, Catania, 1927.
- R. Istituto Tecnico e R. Liceo Scientifico in Siracusa, Catania, tip. Zuccarello e Izzi, 1929 (1930?).
- Il congresso e l'esposizione di architettura in Budapest, Milano, Società anon. coop. "Il Rotary", 1931.
- Opera architettonica, Francesco Fichera, Marcello Piacentini, Casa Editrice “Maestri dell'Architettura” S.A. = Editions “Les Maîtres de l'Architecture” S.A., 1931.
- Ordine del giorno deliberato dal direttorio nazionale del Sindacato Fascista Architetti riunito in Roma il 12/XII/1931, Catania, tip. Zuccarello e Irzi, 1931.
- Il carcere di S. Agata e l'edicola di S. Pietro in Catania, Catania. Tip. Zuccarello&Izzi, 1931.
- Ponte Viadotto per la Città di Ragusa, Roma, Eneo Pinci, 1932.
- G. B. Vaccarini e l'Architettura del Settecento in Sicilia (due volumi: Testo - Tavole), prefazione di Marcello Piacentini, Roma, Reale Accademia d'Italia, 1934.
- Lezioni di ARCHITETTURA ELEMENTARE dettate dal Prof. Francesco Fichera della R. Università di Catania con 500 illustrazioni (due volumi: Testo – Tavole), Catania, Tip. F.lli Viaggio-Campo (Libreria Vincenzo Muglia?), 1935.
- L'attuale crisi stilistica analizzata da un particolare punto di vista (Estratto dalla prolusione al corso 1934-35), Catania, tip. F.lli Viaggio (R. Università - Istituto di Architettura), 1935.
- Lezioni di disegno, Catania, Muglia, 1935.
- L'insegnamento come preparazione alle tendenze dell'arte decorativa moderna, Roma: Reale Accademia d'Italia, 1936
- Programma, mezzi, modi ed esempi di svolgimento - nota dell'ing. Francesco Fichera, s. d..
- Luigi Vanvitelli, prefazione di Gustavo Giovannoni, Roma, Reale accademia d'Italia, 1937.
- Progetto del Palazzo di Giustizia in Catania. Relazione, Catania, tip. F.lli Viaggio, 1937.
- su Giovan Battista Vaccarini:  VACCARINI, Giovanni Battista, in Enciclopedia Italiana, XXXIV volume, Roma, Istituto dell'Enciclopedia Italiana, 1937. URL consultato il 19 marzo 2023.
- Carlo Barabino, Urbino, Regio Istituto d'Arte del Libro, 1938.
- Filippo Juvarra, monografia.
- G. B. Vaccarini. Discorso, Celebrazioni siciliane, parte III, Roma, Tipografia Ist. di Belle arti di Urbino, 1940.

### Pubblicazioni su riviste
- Ospizio-Ospedale Ardizzone-Gioeni per ciechi in Catania in L'Architettura Italiana, a. VII (1911-12), n. 3, 1911, p. 29-30 + tav. 11-12.
- Sanatorio Rindone in Catania in L'architettura italiana, a. VII (1911-12), n. 11, 1912, p. 124-127 + tav. 44.
- Villino Simili in Catania in L'architettura italiana, a. VIII (1912-13), n. 1 , 1913, p. 2 + tav. 1-2.
- "La Ghirlandina" Villa italiana moderna in L'architettura italiana, a. VIII (1912-13), n. 9 , 1913, p. 102-107 + tav. 33-36.
- Sport Club in Catania in L'architettura italiana, a. IX (1913-14), n. 2, p. 20-22 + tav. 6.
- L'arte di dopo la guerra in Nuova Antologia, n. 264, 16 dicembre 1915, p. 583.
- Progetto per la Scuola Professionale di Catania in L'architettura italiana, a. XV (1920), n. 4, p. 25-30 + tav 13-15 (su n. 12).
- Il nuovo palazzo per le Poste Telegrafi e Telefoni in Catania in L'architettura italiana, a. XV (1920), n. 4, p. 31-32 + tav. 16 (su n. 12).
- Piani d'ampliamento, regolatore e di risanamento, regolamento edilizio e crisi degli alloggi della città di Catania in Boll. sez. di Catania Ass. Naz. Ingegneri e Architetti, n. 2, settembre 1923.
- Progetto del Palace Hotel in Boll. sez. di Catania Ass. Naz. Ingegneri e Architetti, n. 3, settembre 1923.
- Edicola funeraria Fortuna nel cimitero di Catania in L'architettura italiana, a. XXIII (1928), n. 3, p. 30-32 + tav. 11 (su n.12).
- Progetto per il Regio Istituto Commerciale "Giuseppe De Felice" in Catania in L'architettura italiana, a. XXIII (1928), n. 9, p. 97-101 + tav. 33-34 (su n. 12).
- L'Esposizione Internazionale di Architettura Moderna in Budapest, in "Architettura e Arti Decorative", fasc. V - VI, gennaio - febbraio 1931, pp. 195, 292.
- Il carcere di S. Agata e l'edicola di S. Pietro in Catania in A.S.S.O. (Archivio storico per la Sicilia orientale), a. XXVIII (o XVII?), 1931.
- Il nuovo Palazzo delle Poste in Ragusa in Rassegna di architettura, a. IV, n. 4, Aprile 1932, p. 178-180.
- Tempio votivo dedicato ai Caduti di Siracusa Archiviato il 13 aprile 2014 in Internet Archive. in Rassegna di architettura, a. IV, n. 10, 15 settembre 1932-X, p. 385-388.
- Caratteristici particolari architettonici del Palazzo Biscari in Catania, Rivista del Comune, n.5, settembre-ottobre 1933.
- Catania anno XIII in Nuova Antologia, n. 376, 16 novembre 1934, p. 281.